# Arizona Veterans Memorial Coliseum
Le Arizona Veterans Memorial Coliseum ou simplement Coliseum (était parfois surnommé The Mad House on McDowell) est une salle omnisports de Phoenix, dans l'État de l'Arizona, située sur le terrain de l'Arizona State Fair.
Le Coliseum était le domicile des RoadRunners de Phoenix de l'Association mondiale de hockey entre 1974 et 1977 et des RoadRunners de Phoenix de la défunte Ligue internationale de hockey de 1989 à 1996, des Suns de Phoenix de la NBA de 1968 à 1992, du Arizona Thunder de la World Indoor Soccer League de 1998 à 2000, et des Phoenix Mustangs de l'ancienne West Coast Hockey League de 1997 à 2001. La salle a aussi logé le Phoenix Inferno également connu sous le nom de Phoenix Pride de la MISL de 1980 à 1983. L'équipe de basket-ball de Phoenix Eclipse (American Basketball Association 2000) y était locataires entre 2001 et 2002. L'ABA reviendra au Coliseum, car les Phoenix Phantoms ont choisi cette arène en tant que domicile. Sa capacité est de 14 870 places pour le basket-ball et 13 730 places pour le hockey sur glace.

## Histoire
Des journaux déclarent que la Arizona State Fair Commission a commencé à projeter le Arizona State Fairgrounds Exposition Center dès la fin de l'année 1962. La Commission a envisagé un bâtiment couvert qui pourrait être employé pendant la State Fair (foire de l'état) et le reste de l'année. En 1964, l'architecte Leslie Mahoney de Phoenix a présenté à la commission les plans finals, et la construction a commencé cet été là.
Son toit en forme de selle, suspendu par des câbles, soutenant plus de 1000 panneaux de béton préfabriqué, était considéré comme une œuvre architecturale innovatrice.
En avril 1965, le nom a été officiellement changé en l'honneur des combattants de l'Arizona.
Il y avait eu une polémique sur le service de l'alcool dans le nouveau bâtiment, mais la législation a été signée en avril 1965 par le Gouverneur Sam Goddard prévoyant des ventes limitées de boisson alcoolisée. Le Coliseum fut ouvert le 3 novembre 1965, avec un spectacle des Ice Follies. Le coût final de la salle a été estimé à 7 millions de dollars USD. Elle organisa plusieurs événements importants comme le NBA All-Star Game 1975 et le WCW Wrestle War en 1991. La salle était désignée affectueusement sous le surnom de "The Mad House on McDowell" par des fans et les médias locaux (appelé d'après la McDowell Road, la rue où elle est localisée à Phoenix) pendant son occupation par les Suns.
Actuellement, l'arène est ouverte pour quelques événements, après que les Suns sont partis en 1992 pour l'America West Arena (maintenant US Airways Center). Les concerts programmés et d'autres événements du Arizona State Fair dans le Coliseum se déroulent pendant la saison annuelle de la Foire (qui commence chaque octobre). Jusqu'à récemment elle avait accueilli des matchs de championnats de basket-ball des lycées de l'Arizona, mais ceux-ci ont été déplacés vers la plus récente Jobing.com Arena.
En automne 2005, le Arizona Veterans Memorial Coliseum a abrité jusqu'à 2 500 évacués de La Nouvelle-Orléans à la suite de l'Ouragan Katrina. Les évacués ont été replacés dans d'autres logement pour l'ouverture de la foire en octobre.
Il accueille également la plus grande vente de livre de l'ouest (VNSA Book Sale), au mois de février.

## Événements
- Shipstads & Johnson Ice Follies, 3 novembre 1965
- NBA All-Star Game 1975, 14 janvier 1975
- WCW Wrestle War, 24 février 1991

## Galerie

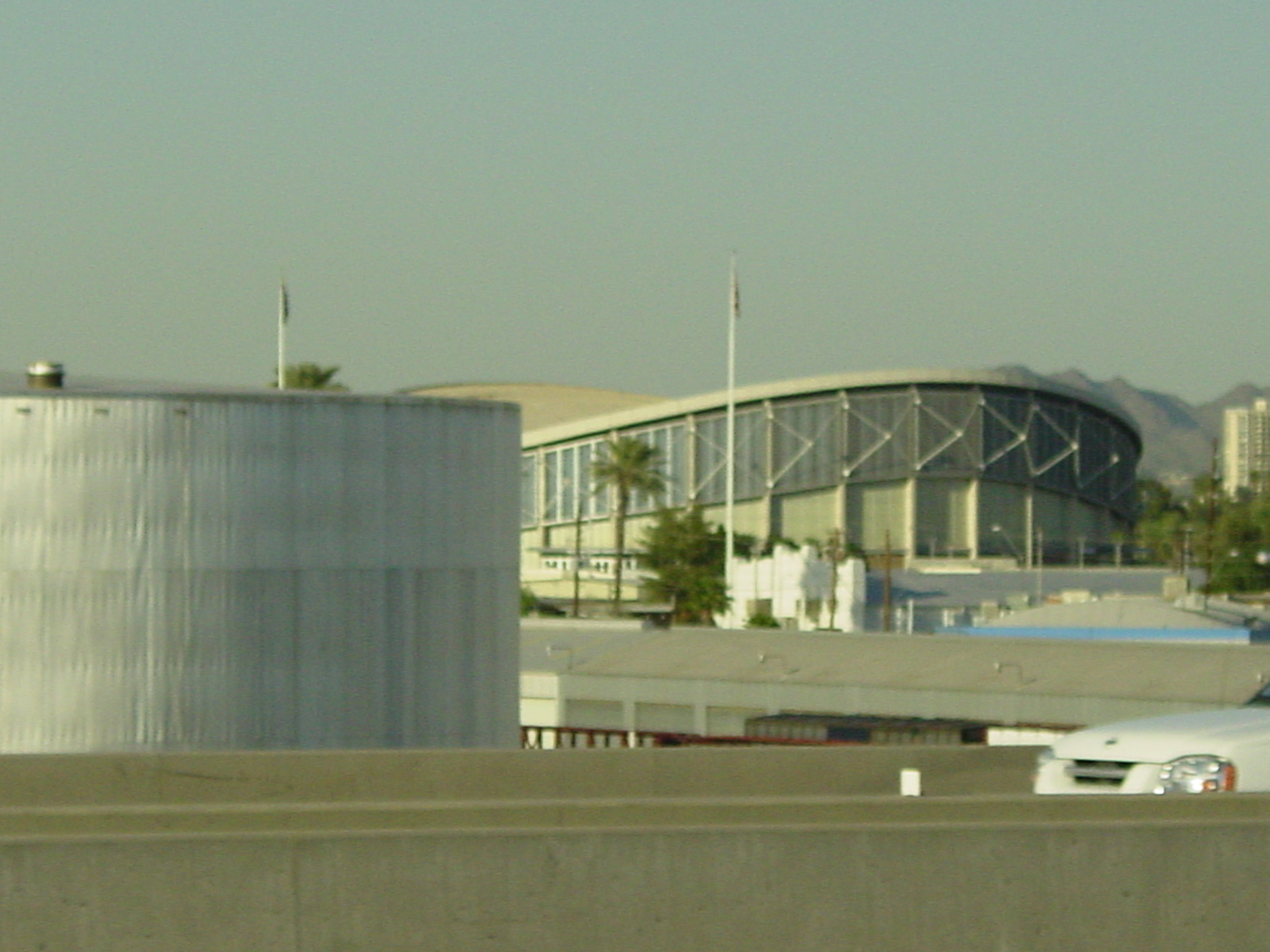